# مايك روي
مايك روي هو فنان قصص مصورة كندي، ولد في 1921 في كيبك في كندا، وتوفي في 1996 في سبرينغفيلد في الولايات المتحدة.